# 静岡県道343号上野部豊田竜洋線
静岡県道343号上野部豊田竜洋線（しずおかけんどう343ごう かみのべとよだりゅうようせん）は、静岡県磐田市を通る一般県道である。

## 概要
天竜川東側堤防を通る県道で、磐田市と北遠を結ぶ重要な道路でもある。
信号がほとんどなく（起点の交差点（栗下交差点）と浜北大橋東交差点（アンダーパス形式）、天竜川橋交点、掛塚橋交点（現在はどちらもアンダーパスで信号を避けることができるが一時停止の標識がある）に信号あり）、直線区間が長い。そのためか、流れがきわめてよく快適に走れ、渋滞は事故が起こったり、工事があったり、天竜川に架かる橋の渋滞の影響を受けない限り、ほとんどない。制限速度は50km/h（東名高速道路、JR東海道本線、東海道新幹線アンダーパス区間は40km/h）であるが、多くのドライバーは制限速度を大きく超えて走る。100km/h以上で走るドライバーも多い。たまに所々で白バイがスピード違反取り締まりをやっていることがある。
起点の栗下交差点には自転車用の押しボタンがある。これは堤防を南から走ってきた自転車が当交差点で右折するための押しボタンである。一方、終点の掛塚橋東交差点は時間帯により右折禁止であるが、河川敷側にあるアンダーパスが狭く対向車とのすれ違いが困難であるため、右折禁止を守らないドライバーが多い。
対岸の西側堤防には静岡県道344号二俣浜松線が通っている。

### 路線データ
- 陸上距離 : 20.0km
- 起点 : 磐田市上野部（静岡県道40号掛川天竜線交点）
- 終点 : 磐田市掛塚（国道150号交点）

## 重複区間
- 静岡県道261号磐田細江線 (0.1km)

## 通過する自治体
- 静岡県
  - 磐田市

## 主な接続路線
終点から順に
- 国道150号
- 静岡県道316号舞阪竜洋線
- 静岡県道261号磐田細江線
- 国道1号
- 静岡県道374号浜松袋井線
- 静岡県道61号浜北袋井線
- 静岡県道44号磐田天竜線